# William Sharp Bush
Pour les articles homonymes, voir Bush.
William Sharp Bush (1786 - 1812) était un officier du Corps des Marines des États-Unis pendant la guerre de 1812. Il est également le premier officier du Corps des Marines à être tué au combat.

## Biographie
Né à Wilmington, dans le Delaware, Bush est nommé sous-lieutenant (Second Lieutenant) dans le corps des Marines le 3 juillet 1809 et promu premier lieutenant (First Lieutenant) le 4 mars 1811.
Il perd la vie alors qu'il sert à bord de l'USS Constitution, lorsqu'il est mortellement blessé en tentant de monter à bord de la frégate HMS Guerriere le 19 août 1812.
Le Congrès des États-Unis lui a décerné une médaille d'argent à titre posthume. Cette médaille a été remise à son plus proche parent, Lewis Bush Jackson, au début de l'année 1835.

## Hommage
Deux navires de la marine américaine ont été baptisés USS Mullany en son honneur.
Deux destroyers de la marine américaine ont été nommés en l'honneur de Bush. Le premier Bush (DD-166) était un destroyer de la classe Wickes qui a servi de 1919 à 1922 et a été démantelé en 1936. Le second Bush (DD-529) était un destroyer de la classe Fletcher qui a servi pendant la Seconde Guerre mondiale de 1943 à 1945. Il a été coulé en avril 1945 au large d' Okinawa après avoir été frappé par trois avions japonais kamikaze lors de l'invasion navale d'Okinawa.

## Source
- (en) Cet article est partiellement ou en totalité issu de l’article de Wikipédia en anglais intitulé « William Sharp Bush » (voir la liste des auteurs).